# Nannoniscus plebejus
Nannoniscus plebejus är en kräftdjursart som beskrevs av Hansen 1916. Nannoniscus plebejus ingår i släktet Nannoniscus och familjen Nannoniscidae. Inga underarter finns listade i Catalogue of Life.